# Andrew Skurka
Andrew Skurka est un randonneur professionnel et un coureur d'ultra-trail né en 1981, connu initialement pour deux randonnées de longue distance de plus de 10 000 kilomètres. Il a été désigné « aventurier de l'année » en 2007 par la chaine télévisée National Geographic Adventure (TV channel) (en) et « personnalité de l'année » en 2005 par le magazine Backpacker,.

## Résultats
| no | masculin          | Course              | Longueur | Départ       | Temps            |
| -- | ----------------- | ------------------- | -------- | ------------ | ---------------- |
| 2e | Médaille d'argent | Leadville Trail 100 | 100 mi   | 16 août 2008 | 18 h 17 min 25 s |